# مفردات واصطلاحات إسلامية
تتكون القائمة التالية من مفاهيم وأفكار ذي قيمة مستمدة من الثقافة الإسلامية والتقاليد العربية، التي قد يُعبر عنها على شكل كلمات في اللغة العربية. والغرض الرئيسي من هذه القائمة هو إزالة اللبس حيال الهجاء المتعدد، لتقديم نبذة عن هجاء لم يعد قيد الاستخدام لهذه المفاهيم، ولتعريف هذا المفهوم في سطر واحد أو سطرين، كي يكون من السهل على أي شخص إيجاد ماهية المعنى وبصورة مفاهيم محددة، ولتوفير دليل لمفاهيم خاصة بالإسلام في مكان واحد.
يمكن أن يكون من الصعب بمكان فصل المفاهيم والمصطلحات الإسلامية عن المفاهيم الخاصة بالثقافة العربية أو من اللغة العربية نفسها. العديد من مفاهيم اللغة العربية لها معنى مثل العلمانية العربية فضلا عن المعنى الإسلامي. أحد الأمثلة على ذلك هو مفهوم الدعوة في العربية، مثل كل اللغات، قد تحتوي على كلمات قد تختلف معانيها ضمن سياقات مختلفة.
تكتب اللغة العربية باستخدام الأبجدية الخاصة بها، مع الحروف والرموز، والقواعد الإملائية التي ليس لديها معادل دقيق في الأبجدية اللاتينية. وتحتوي القائمة التالية على الترجمات الحرفية للمصطلحات والعبارات العربية. توجد اختلافات، على سبيل المثال الدين بدلا من الدين والعقيدة بدلا من العقيدة. وتحتوي معظم العناصر في القائمة أيضا على الهجاء العربي الفعلي.

## أ
- الأدب (أَدَبٌ): تقليديا، يصف حسن الخلق، كما في آداب. على سبيل المثال، كونه مهذب هو آدَابٌ حميدة. ومع ذلك، فإن المصطلح يمكن أن يستخدم على نطاق واسع جدا، وسوف تذهب الترجمة الصحيحة «الطريقة الصحيحة للتعبير عن شيء»، كما في المثال، آدَابُ القِتَالْ، أو «الطرق السليمة للقتال في الحرب» فيما كلمة «الإتيكيت» التي لا تليق مع السياق. والمعنى الثانوي من الآدَابُ هو «الأدب».
- أذان: الدعوة إلى الصلاة في الإسلام (الصلاة)، وأحيانا يتهجى بدلا من ذلك وتنطق الأذان.
- العدل (أسماء الله الحسنى) (عدل): عدالة، خاصة عدالة التوزيع: عدالة اجتماعية، اقتصاد إسلامي، إجماع (فقه)، بيئي.
- أسماء الله الحسنى (أحد): حرفيا «واحد». شرعا، الأحد يعني واحد فقط، فريد من نوعه، لا شيء مثل الله. الأحد هو واحد من أسماء الله.
- الأحكام (أحكام): الأحكام والأوامر الصادرة عن القرآن والسنة. خمسة أنواع من الأوامر: الواجب، المستحب، المحرم، المكروه، والحلال. المفرد حكم.
- أهل البيت: آل بيت النبي محمد، ويشير المصطلح إلى جميع أعضاء عشيرة وعائلة النبي. كما يُرادفه مصطلح (معصومون) (المعصومين، الأنقياء روحياً) للإشارة إلى أهل البيت في المنشورات الشيعية.
- أهل الفترة (أهل الفترة): الناس الذين يعيشون في جهل بعيدا عن تعاليم الأديان السماوية، ولكن وفقا لكلمة «الفطرة»، فإنها تعني «الدين الطبيعي» الفطري للطبيعة البشرية كما خلقها الله.
- أهل الكتاب (أهل الكتاب): «أهل الكتاب»، أو أتباع الديانات السماوية السابقة للإسلام مع بعض الانحياز لشكل من أشكال النصوص مقدسة التي يعتقد أن تكون من أصل إلهي التي ذكرت في القرآن: مثل اليهودية، والمسيحية.
- اَلْآخِرَةُ: الحياة الأخرى الأبدية أو الأخيرة الأبدية.
- الأَخْلَاقُ: ممارسة الفضيلة. الأخلاق.
- الإِخْلَاصُ: الأصالة في المعتقدات الدينية
- الله: هو الاسم العربي للإله
- اللَّهُمَّ (الله): تعني «يا رَبَنَا»
- الله أكبر: تعبير لغوي يستخدمه المسلمون للإشارة إلى عظمة وقدرة الله غير المتناهية.
- عَالِمٌ: هو رجل الدين (ثيولوجي) في الإسلام. أو باحث إسلامي، ويجدر الذكر أن «عالم» خارج السياق الديني تشير لمن يعمل بطريقة منتظمة على الحصول على المعرفة التي تصف وتتوقع العالم الطبيعي عبر استخدام الطريقة العلمية القائمة على التجربة في مجالات علم الأحياء والفيزياء..الخ
- أَمَانَةٌ: هي كلُّ حقٍّ لزمك أداؤه وحفظه.
- وقيل هي: (التَّعفُّف عمَّا يتصرَّف الإنسان فيه مِن مال وغيره، وما يوثق به عليه مِن الأعراض والحرم مع القدرة عليه، وردُّ ما يستودع إلى مودعه).
- وقال الكفوي في تعريف الأمَانَة: (كلُّ ما افترض على العباد فهو أمانة،  كصلاة وزكاة وصيام وأداء دين، وأوكدها الودائع وأوكد الودائع كتم الأسرار)
- أَمِينْ: وتعني اللهم استجب دعائي وقد تناقلها اصحاب الأديان الإبراهيمية حتى يومنا هذا.

## ب
البر: التقوى والصلاح وكل أفعال الطاعة إلى الله.

## ت
تقويم أم القرى (هجرية): تقويم أم القرى والتقويم الإسلامي يبدأ العد سنوات بدءا من الوقت الذي كان محمد ﷺ قرر مغادرة مكة والذهاب إلى المدينة المنورة، وهو الحدث المعروف باسم الهجرة. في اليوم الأول من أول السنة الهجرية هو 1 محرم (1 هـ) ويقابل 16 يوليو 622م.

## ح
حمدلة (الحمد لله) أي شكر الله...إلخ.

## ع
- عَبْدٌ (للذكور)، أَمَةٌ (للإناث)

العبد المصلي، الرقيق. يعتبر المسلمون أنفسهم خدم وعبيد الله. أسماء إسلامية مشتركة مثل عبد الله (خادم الله)، عبد الملك (عبد الملك)، عبد الرحمن (عبد الرحمن)، عبد السلام (عبد السلام)، وكلها تشير إلى أسماء الله الحسنى.
- العدل (أسماء الله الحسنى)

عدالة، خاصة عدالة التوزيع: عدالة اجتماعية، اقتصاد إسلامي، إجماع (فقه)، بيئي.
- العَالَمِينْ: حرفيا «العوالم»، وتستخدم للإشارة لكل من البشر والجن والملائكة وكل ما هو موجود.
- عَلَيْهِ اَلْسَلَامُ: هذا التعبير عادة ما يُلْفَظُ أو يُكْتَبٌ بعد أسماء الرسل والأنبياء، أو أحد الملائكة المكرمين (أي جبريل، ميكائيل مَلَكُ الموت... إلخ)
- عَالِمٌ: هو رجل الدين (ثيولوجي) في الإسلام. أو باحث إسلامي، ويجدر الذكر أن «عالم» خارج السياق الديني تشير لمن يعمل بطريقة منتظمة على الحصول على المعرفة التي تصف وتتوقع العالم الطبيعي عبر استخدام الطريقة العلمية القائمة على التجربة في مجالات علم الأحياء والفيزياء..الخ